# Peter Gallmann
Peter Gallmann (* 31. März 1952) ist ein Schweizer Sprachwissenschaftler. 

## Leben
Er promovierte 1990 zum Thema «Kategoriell komplexe Wortformen» bei Horst Sitta und war wie dieser Mitglied der inzwischen aufgelösten Zwischenstaatlichen Kommission für deutsche Rechtschreibung. 1991 wurde ihm der Hugo-Moser Preis der Hugo-Moser-Stiftung für seine Forschungsarbeit zum Thema Prädikativkonstruktionen verliehen. Heute ist er für die Schweiz Mitglied im Nachfolgegremium Rat für deutsche Rechtschreibung. Bis September 2017 war er Inhaber des Lehrstuhls für Deutsche Sprache der Gegenwart (Grammatik) an der Friedrich-Schiller-Universität Jena, anschließend war er an dieser Hochschule Seniorprofessor (bis September 2019).

## Werke
- Graphische Elemente der geschriebenen Sprache. Niemeyer, Tübingen 1985, ISBN 3-484-31060-X.
- Kategoriell komplexe Wortformen. Niemeyer, Tübingen 1990, ISBN 3-484-31108-8.
- Deutsche Grammatik, zus. mit Horst Sitta.  Lehrmittelverlag des Kantons Zürich, Zürich 1986.
- Sprachliche Motivation: Zur Interdependenz von Inhalt und Ausdruck,  als Hrsg., Narr, Tübingen 2007, ISBN 978-3-8233-6302-6.
- Peter Gallmann ist seit der 7. Auflage von 2005 einer der maßgeblichen Mitautoren der Dudengrammatik (zuletzt 10. Auflage 2022).